# Ветралла
Ветралла (італ. Vetralla) — муніципалітет в Італії, у регіоні Лаціо,  провінція Вітербо.
Ветралла розташована на відстані близько 60 км на північний захід від Рима, 13 км на південь від Вітербо.

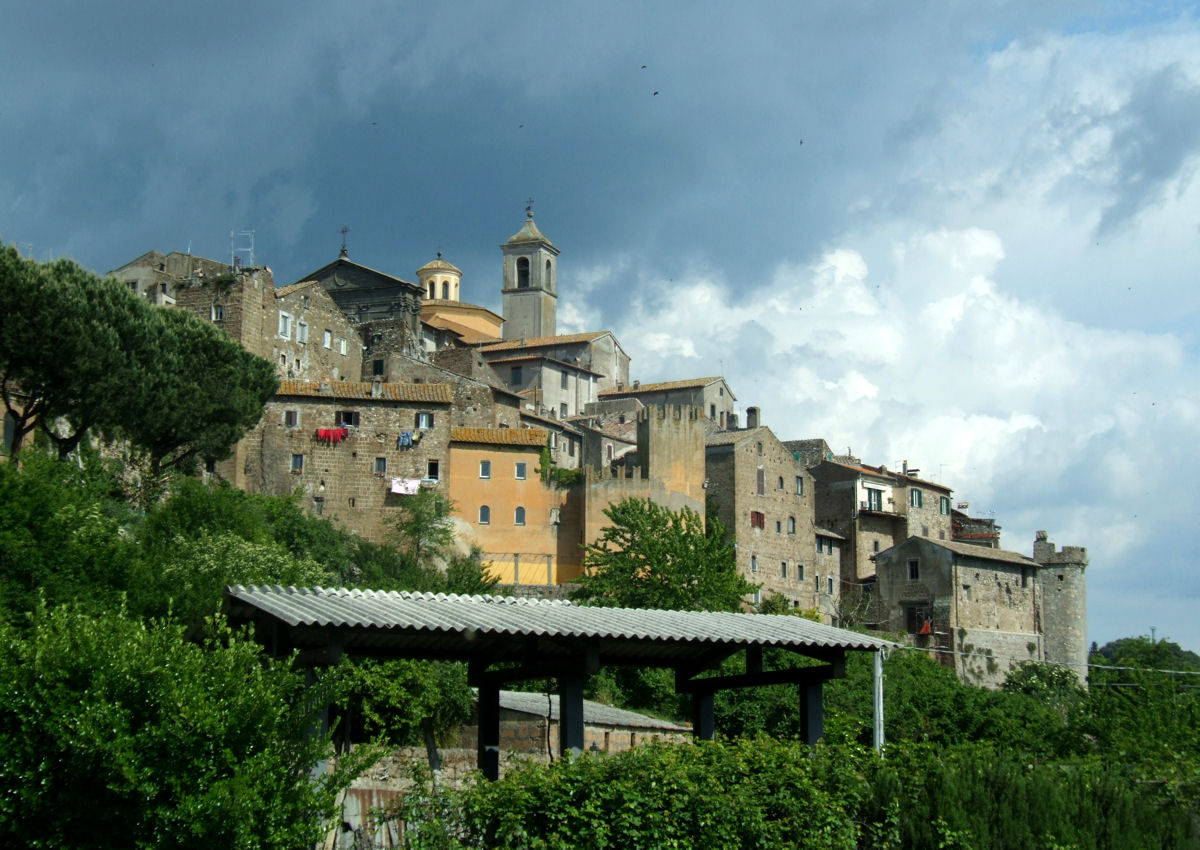

Населення — 14 021 особа (2014).

## Демографія
Населення за роками:

Станом на 1 січня 2023 року в муніципалітеті офіційно проживало 1346 іноземців з 77 країн, серед них 767 громадян країн Євросоюзу та 38 громадян України.

## Сусідні муніципалітети
- Барбарано-Романо
- Блера
- Капраніка
- Капрарола
- Монте-Романо
- Рончильйоне
- Вілла-Сан-Джованні-ін-Туша
- Вітербо